# Dansa als esperits
Dansa als esperits és una pel·lícula documental, inspirada en el llibre de Lluis Mallart El sistema mèdic d'una societat africana. Els evuzok del Camerun, produïda el 2009 i dirigida per Ricardo Íscar.

## Argument
Es tracta d'un documental que ha estat filmat a en Nsola, un poble del Sud de Camerun, on s'explica que per als evuzok, els seus pobladors, hi ha dos tipus de malalties que requereixen diferents tractamentsː les malalties "naturals" i les "de la nit", provocades per embruixaments. Dansa als esperits és la història de Mba Owona Pierre, el cap del poble i el ngengan, un medecinaire que s'ocupa de les malalties provinents del món de la nit. En el film es tracten els mals provinents d'un món nocturn poblat d'esperits que ataquen la seva gent. Mba Owona té un do especial i una responsabilitat cap als seus paisans. La dansa als esperits és el seu ritual curatiu més important.
En l'origen del projecte es troben els treballs de l'antropòleg català Lluís Mallart i Guimerà, que ha estudiat els rituals de curació practicats pels evuzok al Camerun, dels quals el més important és, precisament, l'anomenada "dansa als esperits". Ricardo Íscar, tal com es desprèn dels continguts de les seves anteriors pel·lícules, ha tingut sempre un interès especial en les comunitats amenaçades o en procés de desaparició. En aquest documental, es descriuen les pràctiques ancestrals de medicina alternativa dutes a terme per Mba Owana Pierre i, també, les vicissituds d'una tribu que lluita per sobreviure davant l'avanç de la civilització.
Durant el 2010, l'obra es presentà a setze festivals d'àmbit nacional i internacional. El febrer de 2011 s'emeté una adaptació de la pel·lícula documental en el programa El Documental del Canal 33 i, posteriorment, el juliol de 2011 fou emès íntegrament en el mateix programa.